# 戸頭駅
戸頭駅（とがしらえき）は、茨城県取手市戸頭五丁目にある、関東鉄道常総線の駅である。

## 概要
当駅は取手市の最北端に位置し、同市と守谷市の境界付近に位置する。

## 歴史

### 年表
- 1975年（昭和50年）3月26日：取手市大字戸頭に開業[2]。
- 1976年（昭和51年）：駅南側の区画整理によって戸頭一丁目 - 九丁目を新設されたことにより、駅所在地が取手市戸頭五丁目1番1号になる。
- 1982年（昭和57年）：寺原駅 - 当駅 - 南守谷駅間が複線化[2]。
- 2009年（平成21年）3月14日：ICカードPASMO供用開始[3][2]。
- 2010年（平成22年）9月17日：エレベーターの供用を開始[4]。

### 駅名の由来
駅所在地の地名、駅南側の団地名である「戸頭」より。地域の南部を流れる利根川に「七里ヶ渡し」の津頭（船着場）があり、津頭が訛って戸頭になったと言われている。

## 駅構造

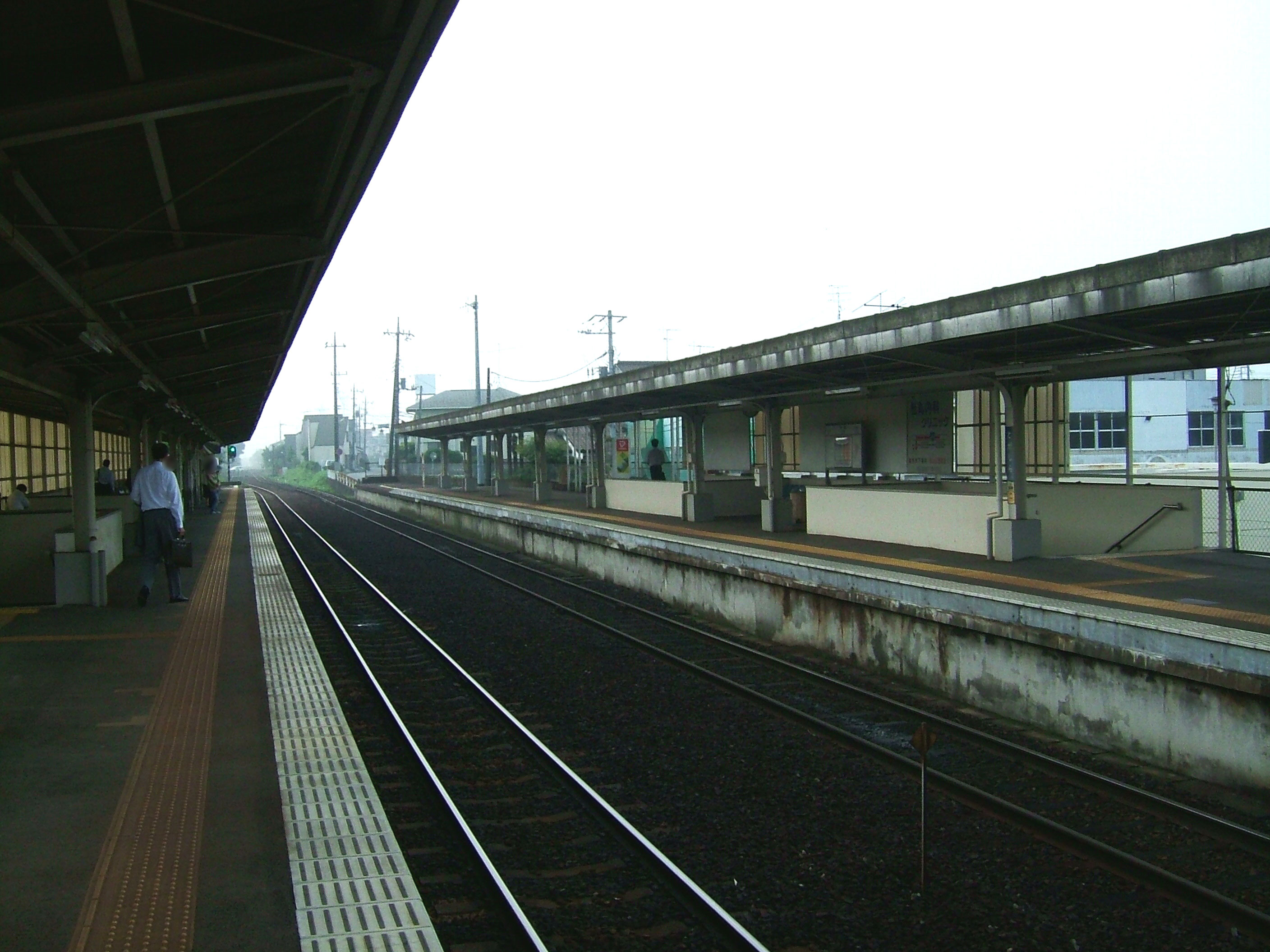
ホーム

相対式ホーム2面2線を有する地上駅。ただし地形上、2番線ホームは擁壁に面した半高架構造となっている。改札口は線路下にあり、両ホームとは階段およびエレベーターで結ばれている。
公団取手戸頭団地（戸頭団地）造成によって新設された駅であることから、駅の入口は団地のある南側（取手市戸頭）のみで、後から開発された北側（取手市下高井・守谷市みずき野方面）にはない。
改札口前には、関東鉄道では最後まで残っていたキオスク型の駅売店が営業していたが（運営は、子会社の関鉄クリエイト、現常総産業）、2023年12月28日をもって閉店した。

### のりば
| 番線 | 路線    | 方向 | 行先                   |
| ---- | ------- | ---- | ---------------------- |
| 1    | ■常総線 | 上り | 取手方面               |
| 2    | ■常総線 | 下り | 守谷・水海道・下館方面 |

## 当駅における運行形態
- 上り（稲戸井・寺原・取手方面）
  - 日中は概ね1時間に3本の普通列車（取手行）が停車する[5]。
- 下り（守谷・小絹・水海道・下妻・下館方面）
  - 日中は概ね1時間に3本の普通列車（水海道行、下館行）が停車する。一部列車は、下館行の列車でも水海道駅で乗り換えが必要な列車も設定されていて[注釈 1]、一部時間帯には守谷行と夜間には下妻行の列車も設定されている[5]。

## 利用状況
2022年度の1日平均乗降人数は4,662人で、常総線の中で3番目に利用者が多い。長らく取手駅に次いで2番目に利用者の多い駅であったが、首都圏新都市鉄道つくばエクスプレス開通によって利用者が大幅に増えた守谷駅に近年抜かれている。守谷駅とは隣接していないが、駅北側の守谷市みずき野地区から守谷駅東口へ至るバス路線が整備されたため、新守谷駅や南守谷駅と共につくばエクスプレスの影響で利用者が減った駅の1つである。
乗車人員は下表のとおりである。
| 年度   | 1日平均 乗車人員 | 1日平均 乗降人員 |
| ------ | ---------------- | ---------------- |
| 2009年 | 2,552            | 5,085            |
| 2010年 | 2,373            | 4,765            |
| 2011年 | 2,243            | 4,507            |
| 2012年 | 2,302            | 4,603            |
| 2013年 | 2,387            | 4,777            |
| 2014年 | 2,546            | 5,159            |
| 2015年 | 2,657            | 5,382            |
| 2016年 | 2,977            | 6,012            |
| 2017年 | 2,190            | 4,429            |
| 2018年 | 2,157            | 4,372            |
| 2019年 |                  | 4,249            |
| 2020年 |                  |                  |
| 2021年 |                  |                  |
| 2022年 |                  | 4,662            |

## 駅周辺

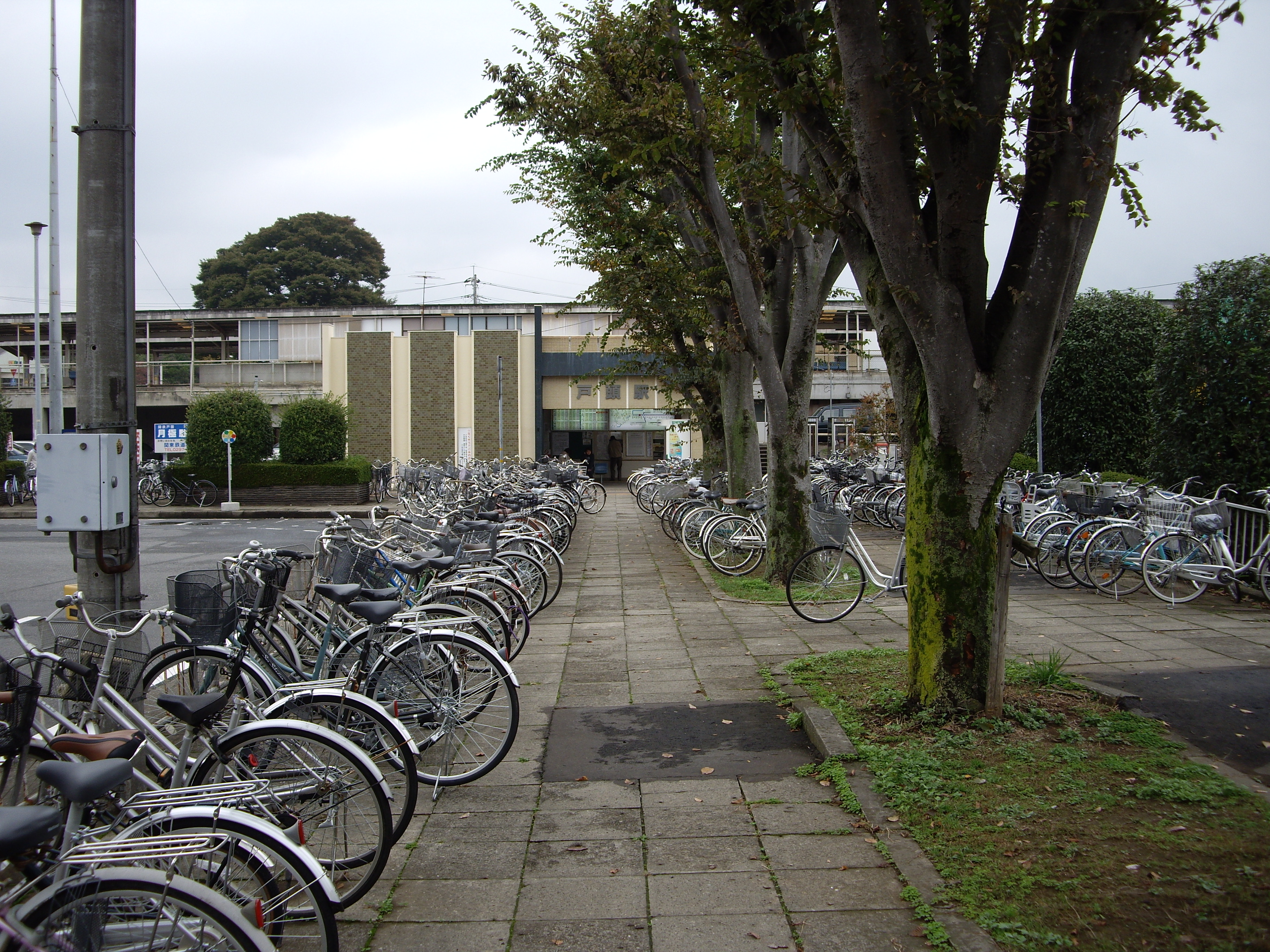
戸頭駅前

取手市戸頭・上高井、守谷市小山の境界付近に位置し、守谷市みずき野にも近接する。戸頭団地（取手市）に隣接する南側と、パークシティ守谷（守谷市）が隣接する北側では趣が異なる。戸頭地区の整備に合わせて駅が開設された経緯や、守谷市側の建築規制が厳しいこともあり、駅前の商業施設は取手市戸頭側に集積されている。国道294号を挟んだ南側に立地する公団取手戸頭団地内に「戸頭ショッピングセンター」があり、公共施設や商店、金融機関が集まる。 また、改札が駅南側にしか設けられていないことから、駅北側へは駅に隣接した踏切を渡る形となる。

### 南側（取手市戸頭）
- 駅前ロータリー・バス停留所
- 関東鉄道戸頭有料駐輪場
- 関鉄戸頭ビル
- 居酒屋温知
- メンズサロンメリット戸頭駅前店
- スナックQUEEN
- BARBARアプローチ
- SAKAKI AUTO
- 無料駐輪場
- 公団取手戸頭団地 - 都市機構開発
  - マスダ戸頭店（戸頭ショッピングセンター）

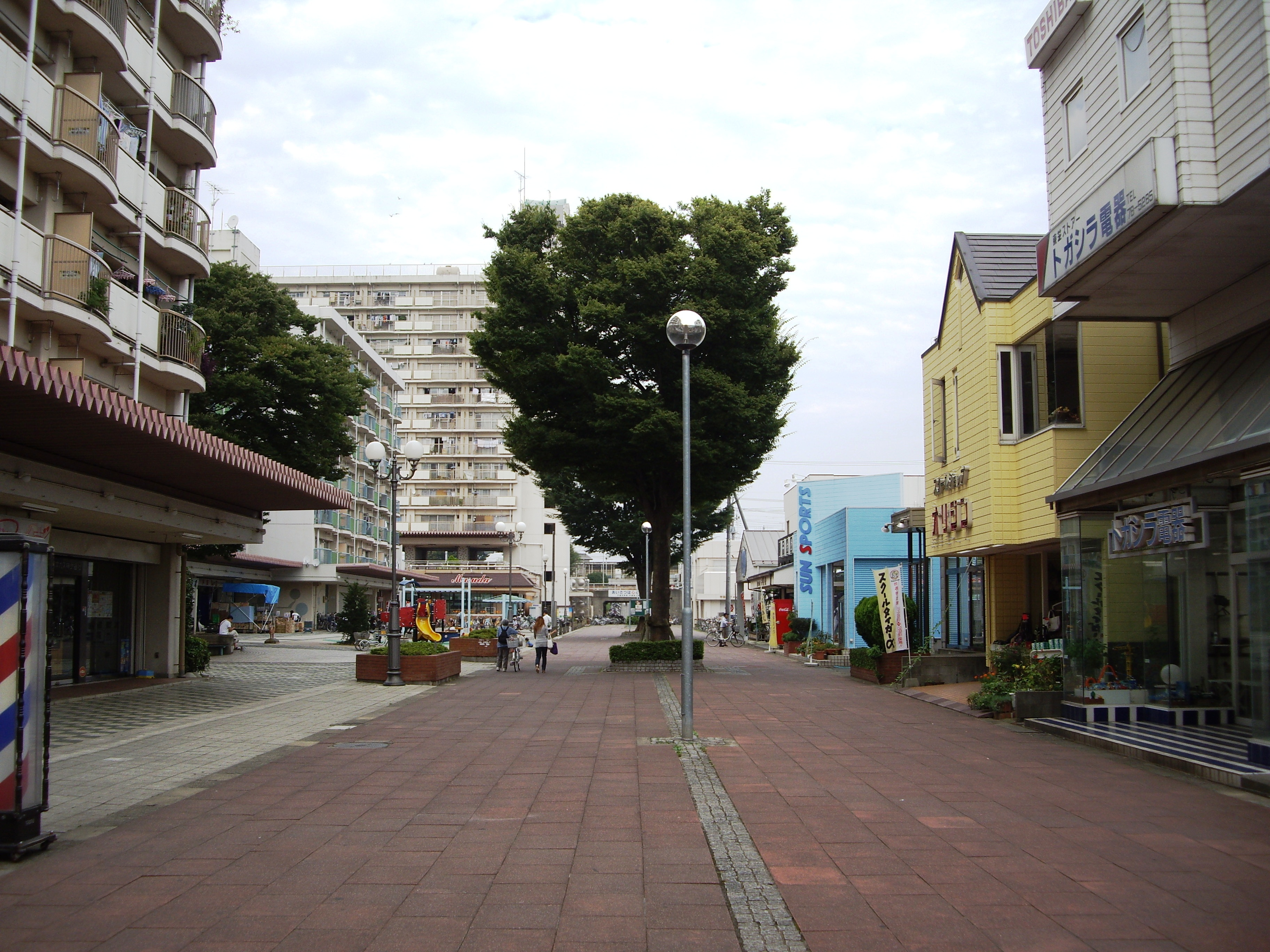
駅南側の戸頭団地（取手市）
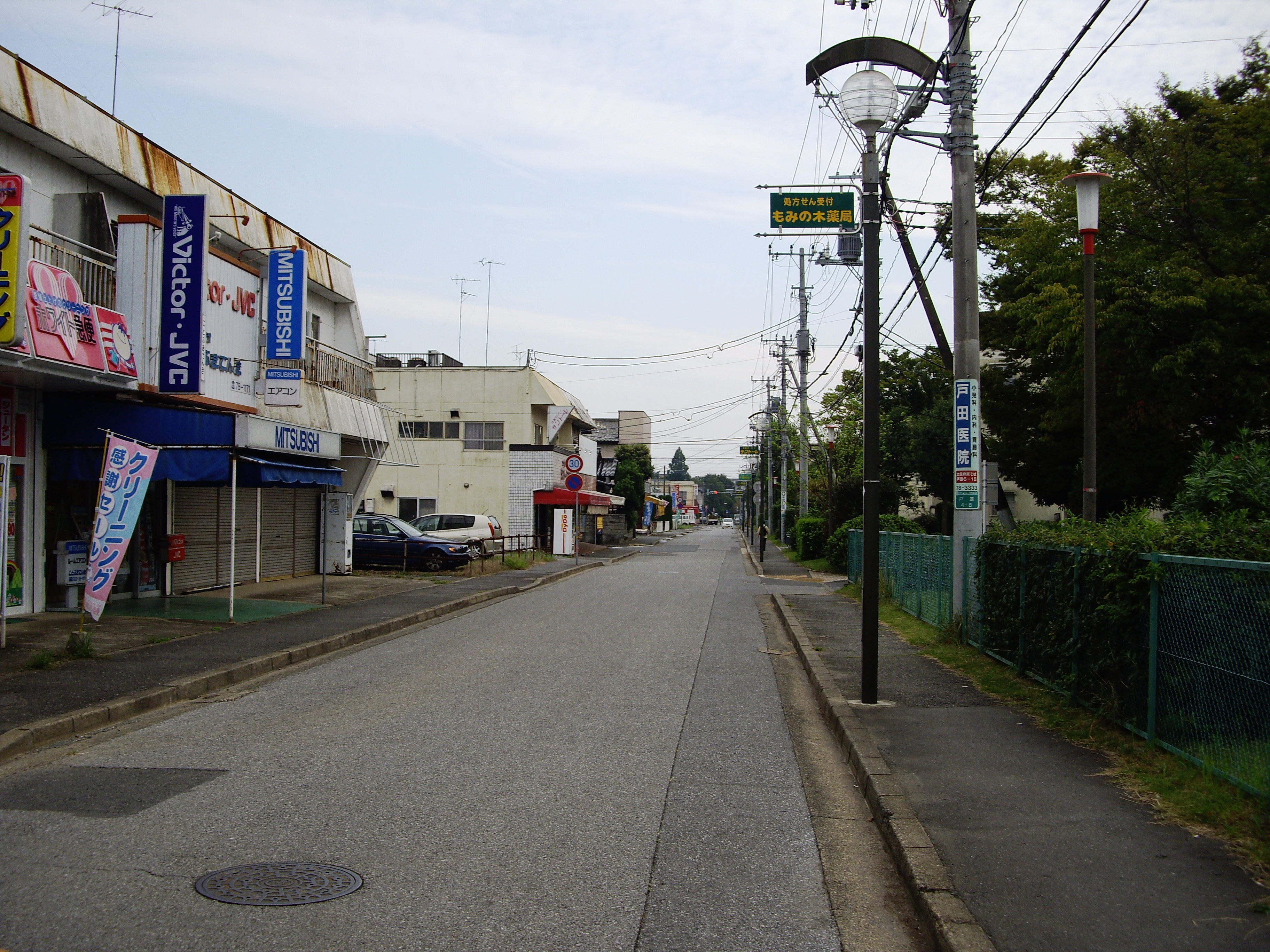
駅南側の街並（取手市）

  - 取手市役所戸頭窓口センター
  - 取手市戸頭公民館・取手図書館戸頭図書室
  - 取手戸頭郵便局
- 取手警察署戸頭交番
- 取手市消防本部戸頭消防署
- 常陽銀行戸頭支店
- 明光義塾戸頭駅前教室

- 駅南側の戸頭団地（取手市）
- 駅南側の街並（取手市）

### 北側（守谷市みずき野、小山、取手市下高井）

#### 守谷市
- パークシティ守谷（守谷市みずき野）- 三井不動産開発
- 守谷市立郷州小学校
- 守谷市郷州公民館
  - 守谷中央図書館郷州公民館図書室
- PALETTEデンタルクリニック
- さくらの杜公園
- みずき野野球場
- パークスクエア
  - エクセル（スーパー）
  - 守谷インターナショナルスイミングスクール
  - 三井住友銀行

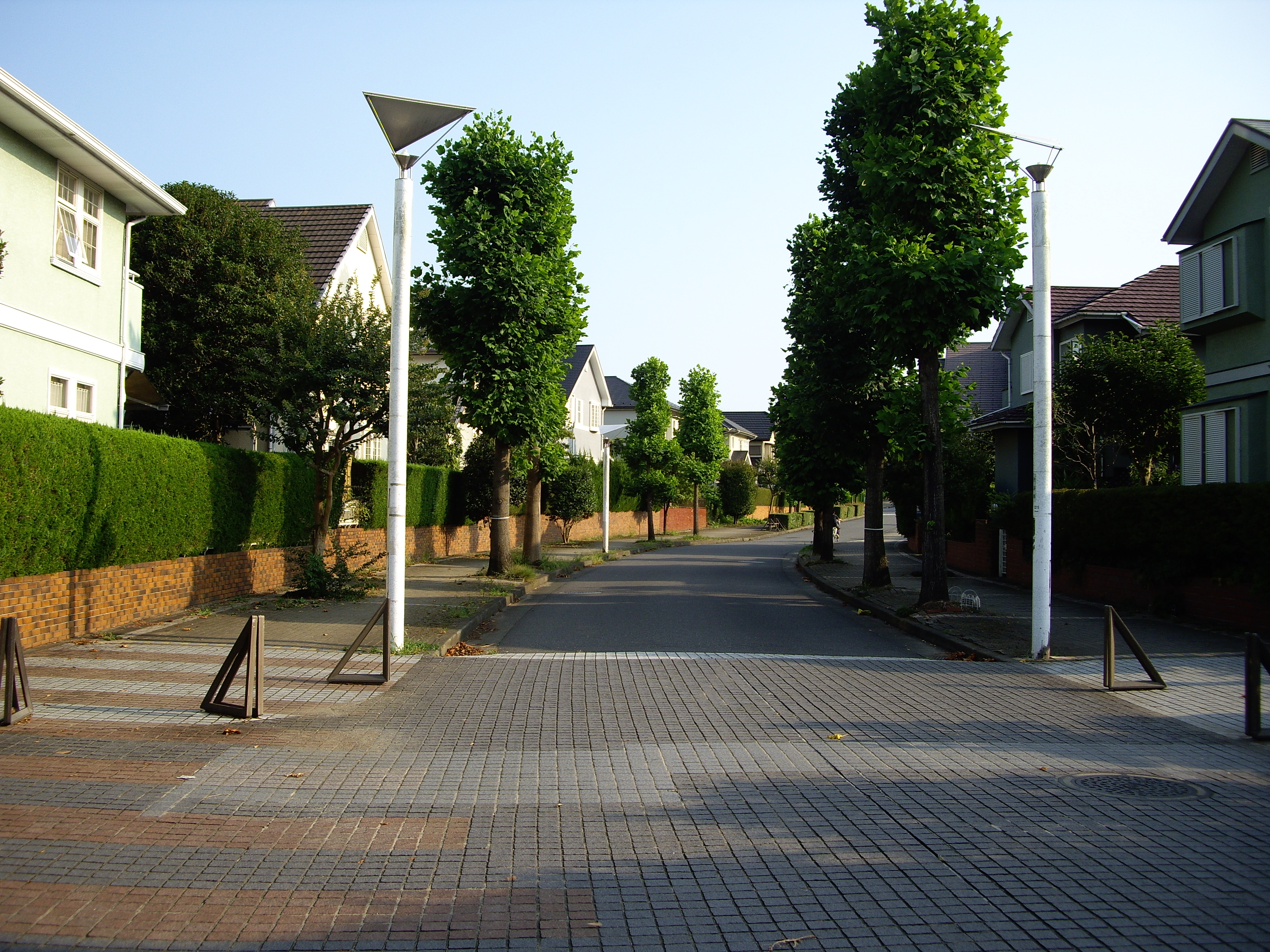
駅北側の通り（守谷市）
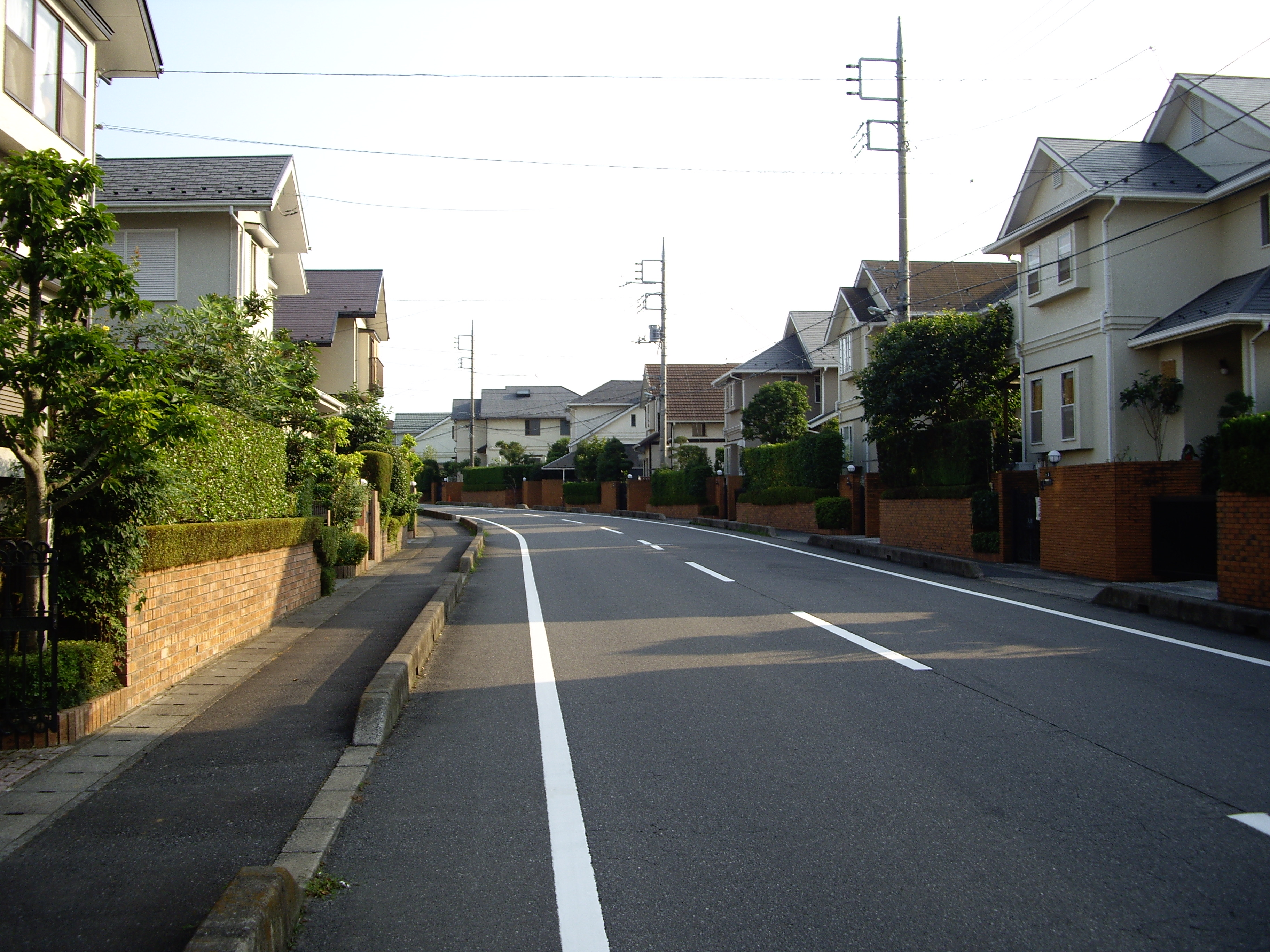
駅北側の街並（守谷市）

#### 取手市
- 和洋酒菜のむりえ

## バス路線
駅前ロータリーから下記の路線が発着している。
| 乗場   | 系統          | 主要経由地                                                                   | 行先                 | 運行会社                           | 備考   |
| ------ | ------------- | ---------------------------------------------------------------------------- | -------------------- | ---------------------------------- | ------ |
| 戸頭駅 | [3]西部ルート | 稲戸井駅・さくら荘・グリーンスポーツセンター・あけぼの・新取手駅・取手市役所 | 取手ウェルネスプラザ | 取手市コミュニティバス（ことバス） | 1日2本 |
| 戸頭駅 | [3]西部ルート | 桔梗塚・グリーンスポーツセンター・あけぼの・新取手駅・取手市役所             | 取手ウェルネスプラザ | 取手市コミュニティバス（ことバス） | 1日1本 |
| 戸頭駅 | [3]西部ルート | 桔梗塚・取手市役所                                                           | 取手ウェルネスプラザ | 取手市コミュニティバス（ことバス） | 1日1本 |

- この他、企業送迎バスなども発着している。
- 関東鉄道の取手スポーツセンター経由取手駅行き、取手競輪場行き送迎バスは2024年3月をもって廃止となった。

## その他
- かつて、北口改札を新設する要望が守谷町（現:守谷市）民より出されていた。1993年（平成5年）5月より守谷町が関東鉄道と協議に入ったが[6]、実現には至っていない。

## 隣の駅
関東鉄道
■常総線
■快速・■普通
稲戸井駅 - 戸頭駅 - 南守谷駅

### 記事本文